# HMCS Waskesiu (K330)
«Васкасу» (K330) (англ. HMCS Waskesiu (K330) — військовий корабель, фрегат типу «Рівер» Королівського флоту Канади за часів Другої світової війни.
Фрегат «Васкасу» був закладений 2 травня 1942 року на верфі компанії Yarrow Shipbuilders у Іскваймолті. 3 квітня 1943 року він був спущений на воду, а 16 червня 1943 року відразу увійшов до складу Королівських ВМС Канади.
Корабель брав участь у бойових діях на морі в Другій світовій війні, бився в Північній Атлантиці, супроводжував конвої. За роки війни він ескортував 20 конвоїв: НХ 258 (вересень 1943 р.), ON 211 (листопад), НХ 268 (грудень), SL 143МК (грудень 1943 — січень 1944 р.), ONS 26, ON 218, OS 64КМ, SL 144МК, OS 65КМ, SL 145МК, KMF 28 (січень), НХ 277, ONS 29, ON 224, SC 153 (лютий), RA 59 (квітень — травень), ETM 66 (серпень), ON 253 (вересень), HX 349 (квітень 1945) і ON 301 (травень).

## Бойовий шлях

### 1943
24 лютого 1943 року у взаємодії з канадським фрегатом «Нін» «Васкасу» потопив північніше Азорських островів глибинними бомбами німецький підводний човен U-257.

### 1944
28 квітня фрегат «Васкасу» приєднався з рештою кораблів до конвою RA 59; разом з есмінцем «Улісс», корветом «Лотус» та канадськими фрегатами «Кейп Бретон», «Гроу» і «Отремон», вони становили океанський ескорт конвою.